# Iwan Pasternacki
Iwan Romanowicz Pasternacki (ros. Иван Романович Пастернацкий, ur. 18 kwietnia 1848 w Berezynie, zm. 24 maja?/5 czerwca 1887 w Warszawie) – rosyjski lekarz psychiatra i neurolog, twórca oddziału psychiatrycznego wojskowego Szpitala Ujazdowskiego, docent Cesarskiego Uniwersytetu Warszawskiego.
Urodził się w guberni mińskiej jako syn duchownego. Studiował na Akademii Medyko-Chirurgicznej w Sankt Petersburgu, gdzie był uczniem Jana Balińskiego, w 1872 roku otrzymał tytuł lekarza. Po studiach przez rok pracował w lazarecie w Modlinie (wówczas przemianowanym na Nowogieorgiewsk). Pracę doktorską obronił na Cesarskim Uniwersytecie Warszawskim w 1876 roku. Przez dwa lata uzupełniał studia za granicą (m.in. w Paryżu u Charcota, Vulpiana i Magnana oraz w Wiedniu u Meynerta), po powrocie osiadł w Warszawie. Zmarł w wieku lat 39 z powodu choroby serca. Pochowany jest na Cmentarzu Prawosławnym w Warszawie.
Pasternacki był autorem wielu prac w językach rosyjskim, polskim, niemieckim, francuskim. Prawdopodobnie jako pierwszy użył terminu „psychomotoryczny” – w tytule rozprawie doktorskiej z 1876 roku i jej streszczeniu w języku niemieckim autorstwa Rothego (1877).

## Wybrane prace
- О пользе плавания. Ведомости Санкт-Петербургского Градоначальства и Столичной полиции, 1872
- О питательных свойствах: яиц, молока и мяса. Ведомости Санкт-Петербургского Градоначальства и Столичной полиции, 1872
- Статистическое исследование самоубийств в С.-Петербурге за 1870, 1871 и 1872 годы. Мед. вестн. № 34, 36-38, 40 и 41, 1873
- О психомоторных центрах головного мозга, 1876
- Kilka słów o ośrodkach psycho-ruchowych mózgowia. Pamiętnik Towarzystwa Lekarskiego Warszawskiego 72, s. 540–543, 1876
- Венская психиатрическая клиника, 1880
- Zum Baue des Hirnschenkelfusses (Pes pedunculi) und der Linsenplatte (Discus lentiformis). Jahrbücher für Psychiatrie 2, s. 175–179, 1881
- Sur la question des centres psycho-moteurs. Progrès médical 9, s. 460-462, 1881
- Sur le siége de l'épilepsie corticale et des hallucinations, 1881
- Recherches expérimentales sur l'origine du tremblement qui accompagne les mouvements volontaires, ou tremblement intentionnel., 1881
- Zur Frage der motorischen Rindencentra. Jahrbücher für Psychiatrie, 1882
- Experimentelle Untersuchungen über das von der Grosshirnrinde abhängige Zittern.Jahrbücher für Psychiatrie 3, s. 229–232, 1882
- Анатомические основы учения душевных болезней. Санкт-Петербург: журн. "Мед. б-ка", 1882
- К вопросу о призрении наших душевных больных. Архив психиатрии, неврологии и судебной психопатологии 2 (2), 71–83, 1883
- Прогрессивный паралич умалишенных. Архив психиатрии, неврологии и судебной психопатологии 2, no. 1, 1–32, 1883
- Нравственное лечение психиатров. Архив психиатрии, неврологии и судебной психопатологии 4 (3), 1–25, 1884
- Извлечение из отчета. Архив психиатрии, неврологии и судебной психопатологии 6, 1888
- Судебно-психиатрический случай. Архив психиатрии, неврологии и судебной психопатологии 6 (2), 1–13, 1888
- К вопросу о домах умалишенных в России. Архив психиатрии, неврологии и судебной психопатологии 9 (1), 26–79, 1887